# Землетруси в Емілії-Романьї (2012)
Землетру́с у Емі́лія-Рома́нья магнітудою 6,0 балів стався 20 травня 2012 року о 4 годині 3 хвилини ранку за місцевим часом.
Внаслідок руйнувань, які завдав землетрус, Італія оголосила режим надзвичайного стану у двох областях — Емілія-Романья і Ломбардія.
29 травня о 9 годині ранку за місцевим часом внаслідок афтершоку магнітудою 5,9 балів загинуло 16 людей. Його епіцентр знаходився на відстані 40 км на північний-захід від Болоньї.

## Наслідки

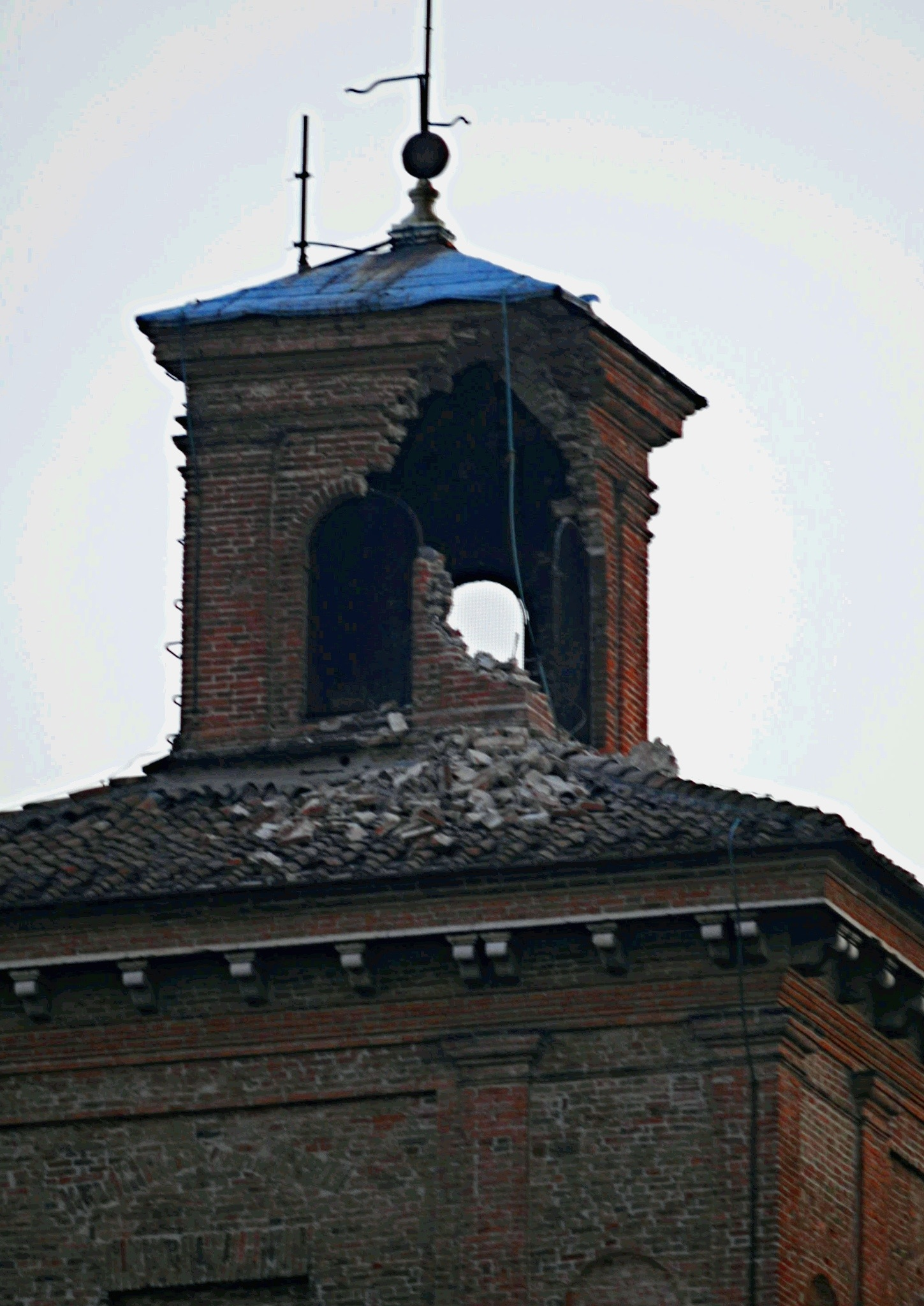
Пошкоджена вежа Castello Estense у Феррарі

Багатьом історичним будівлям було завдано шкоди, а деякі церкви і старіші будівлі були повністю зруйновані: так, наприклад, в місті Феррара обрушився церковний дзвін, а в комуні Фінале-Емілія церковний шпиль отримав ушкодження, в Сан-Феліче-Прана обрушився фрагмент замку, церква Фелоніка в Мантуя була пошкоджена. Веніціанський Палац — історична будівля в Фіналі-Емілія, отримавши серйозні пошкодження, частково обрушилась, однак, 11 осіб з трьох родин, які жили в палаці були врятовані.

## Жертви і постраждалі

### 20 травня
В результаті землетрусу 20 травня загинули 7 осіб: двоє італійських робітників керамічного заводу в провінції Феррара загинули в результаті обвалення покрівлі, 1 марокканський робітник — на території полістиролової компанії в Бондено в результаті падіння на його голову опорної балки, тіло 1 робочого було знайдено під руїнами ливарного заводу Tecopress SPA в Сант-Агостіно в провінції Феррара і ще 2 жертви — хвора жінка у віці 37 років і 100-річний чоловік, які померли в результаті серцевих нападів.

### 29 травня
Від повторних поштовхів 29 травня загинуло ще 16 осіб. 1 людина вважається зниклою безвісти та ще понад 350 отримало поранення. Більшість загиблих були робітниками місцевих підприємств, які від сильних поштовшів завалилися під час землетрусу. Із небезпечної зони евакуйовано близько 8 тис. осіб. Станом на 30 травня було зафіксовано близько 40 повторних поштовхів.

## Рятувальна операція
2 вертольоти італійської поліції здійснювали польоти над територіями, пошкодженими землетрусом, коригуючи пошуково-рятувальні служби в плані потенційно-можливо зруйнованих або серйозно-зруйнованих будівель. Ці вертольоти особливо придивлялися до старих, покинутих будинків, в яких часто живуть бідні сім'ї.